# Línea 12 (Buenos Aires)
La línea 12 es una línea de colectivos de Buenos Aires. Une Palermo con Barracas, atravesando Barrio Norte, el Palacio del Congreso y Constitución.
La línea es operada desde 1933 por Transportes Automotores Callao. Es considerada una de las mejores líneas de Buenos Aires, junto con la 105 y 132.

## Historia[2]
En 1931, nace la Línea 12, impulsada por un grupo de personas, mayormente inmigrantes de origen español, con el objetivo de generarse un sustento económico y explotar una nueva faceta del transporte público de pasajeros: "el colectivo". En aquel entonces, se identificaba con el número 61. Aquella primera identificación numérica se debió a la gran similitud entre el recorrido establecido con el recorrido del tranvía 61, de la Compañía de Tranvías Anglo Argentina. El recorrido inicial, al momento de fundada la empresa, iba desde el Puente Pueyrredón (Barracas) hasta Puente Pacífico (Palermo). Las calles y avenidas de circulación eran prácticamente las mismas que en la actualidad: Av. Montes de Oca, Av. Entre Ríos, Av. Callao y Av. Santa Fe atravesando a lo largo del mismo sitios de interés como Plaza Constitución, El Congreso Nacional, etc.
El 19 de diciembre de 1933, el Honorable Consejo deliberante, según la ordenanza 4478, otorga a Transportes Automotores Callao la habilitación definitiva. A partir de ese momento, se otorgó un número oficial, el 12, que hasta hoy identifica a la empresa.En 1963 la Línea 12 se transforma en Sociedad Anónima. El 16 de marzo, de ese año, nace Transportes Automotores Callao S.A., la actual denominación.
En 1965, se inaugura la terminal de Plaza Falucho, lugar en el cual, en la actualidad, además de ser la cabecera Palermo es la sede de la empresa y es allí donde se encuentra la administración.

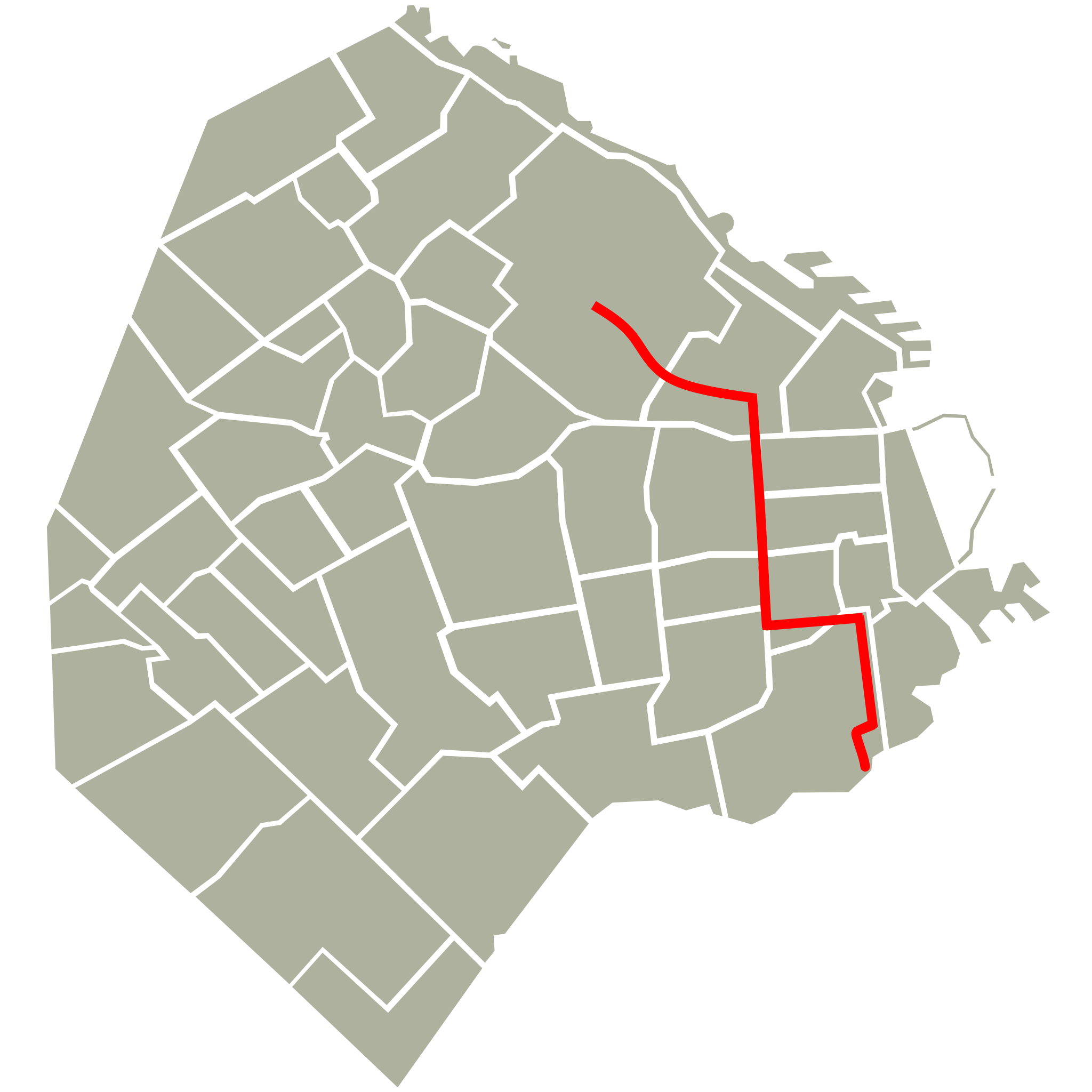
Recorrido dibujado en un mapa.

En septiembre de 1983 se inauguró la terminal y garaje en Barracas, en la calle San Antonio al 1100, en donde se estableció la cabecera. Construida y proyectada por el arquitecto Daniel Sofía, esta fue el primer predio oficial de la empresa en el barrio de Barracas. No obstante, la terminal de la calle San Antonio resultó pequeña y, pocos años atrás, fue trasladada a la estación actual, delimitada por las calles Vieytes, Luján, Herrera y Pedro de Mendoza, anteriormente utilizada por la Línea 24 y ubicada a metros del Puente Pueyrredón.
Durante la década de los 90, varios socios de la línea adquirieron acciones de las líneas 39 y 102, compartiendo ambas con la 12 talleres y unidades de auxilio. En 2014, la Comisión Nacional Reguladora del Transporte le quita la concesión de la línea 124 al Grupo Plaza, por su servicio deficitario. Socios de las líneas 12, 59 y 68 se unieron y adquirieron la 124, renovando sus colores (del rojo de Plaza a un combinado de azul, celeste y blanco) y sus unidades, mejorando considerablemente el servicio. En 2018, los socios de la 12 adquieren parte del paquete accionario de la línea 67, iniciando también en esta línea un proceso de renovación de unidades. Para este año, casi el total de la flota de la 12 tiene aire acondicionado, pantallas de información LCD y Wi-fi.

## Servicios[2]
Opera las 24 horas del día, los 365 días. En las horas pico consigue una frecuencia que oscila los 2 minutos en todos los ramales. Además cuenta con todas sus unidades con aire acondicionado, considerando una de las líneas con unidades más modernas de todas las líneas de colectivos, algunas cuentan con televisión y ventanillas polarizadas. Esta línea suele renovar sus unidades entre  5 y 7 años.

## Recorrido[3]

### Ramal A (Puente Pueyrredón porHospital Garrahan- Plaza Falucho)
- Ida a Plaza Falucho: Desde Vieytes y Pedro de Luján Por Vieytes, California, Avenida Manuel Montes de Oca, Bernardo de Irigoyen, Avenida Juan de Garay, Lima Este, Avenida Brasil Norte, Lima Oeste, Constitución, Avenida Entre Ríos, Avenida Callao, Avenida Santa Fe, Plaza Italia, Avenida Santa Fe hasta 4923.

- Regreso a Puente Pueyrredón: Desde Su Terminal Ubicada en Avenida Santa Fe 4923 por Avenida Luis María Campos, Arturo Antonio Dresco, Avenida Santa Fe, Riobamba, Combate de Los Pozos, Avenida Brasil, Avenida Entre Ríos, Avenida Juan de Garay, Lima Oeste, Avenida Brasil, General Hornos, Doctor Enrique Finochietto, Avenida Manuel Montes de Oca, Iriarte, San Antonio, Pedro de Luján Hasta El N.º 2040 Donde Ingresa a Su Terminal.

### Ramal B (Estación Plaza ConstituciónporHospital Garrahan- Plaza Falucho)
- Ida a Plaza Falucho: Desde Avenida Brasil y Lima Este Por Avenida Brasil, Bernardo de Irigoyen, Avenida Juan de Garay, Lima Este, Avenida Brasil Norte, Lima Oeste, Constitución, Avenida Entre Ríos, Avenida Callao, Avenida Santa Fe, Plaza Italia, Avenida Santa Fe hasta 4923 Donde Ingresa a Su Terminal.

- Regreso a Estación Plaza Constitución: Desde Su Terminal en Avenida Santa Fe 4923 Por Avenida Luis María Campos, Arturo Antonio Dresco, Avenida Santa Fe, Riobamba, Combate de Los Pozos, Avenida Brasil, Avenida Entre Ríos, Avenida Juan de Garay, Lima Oeste, Avenida Brasil Estacionando Antes de Llegar a Lima Este.

### Ramal C (Puente Pueyrredón porCentro Metropolitano de Diseño- Plaza Falucho)
- Ida a Plaza Falucho: Desde Vieytes y Pedro de Luján por Vieytes, Osvaldo Cruz, Santa Elena, Avenida Iriarte, Vieytes, California, Avenida Manuel Montes de Oca, Bernardo de Irigoyen, Avenida Juan de Garay, Lima Este, Avenida Brasil Norte, Lima Oeste, Constitución, Avenida Entre Ríos, Avenida Callao, Avenida Santa Fe, Plaza Italia, Avenida Santa Fe hasta 4923.

- Regreso a Puente Pueyrredón: Desde Su Terminal Ubicada en Avenida Santa Fe 4923 por Avenida Luis María Campos, Arturo Antonio Dresco, Avenida Santa Fe, Riobamba, Combate de Los Pozos, Avenida Brasil, Avenida Entre Ríos, Avenida Juan de Garay, Lima Oeste, Avenida Brasil, General Hornos, Doctor Enrique Finochietto, Avenida Manuel Montes de Oca, Iriarte, San Antonio, Villarino, Santa María del Buen Aire, Pedro de Luján hasta el Nº 2040 donde ingresa a su terminal.

### Ramal D (Puente Pueyrredón porGaray- Plaza Falucho) - Solo Vuelta
- Regreso a Puente Pueyrredón: Desde Su Terminal Ubicada en Avenida Santa Fe 4923, Mismo Recorrido hasta Combate de Los Pozos al 1600, doblando directamente la Avenida Juan de Garay, desde allí mismo recorrido que el Ramal A hasta Puente Pueyrredón.

### Ramal E (Estación Plaza ConstituciónporGaray- Plaza Falucho) - Solo Vuelta
- Regreso a Estación Plaza Constitución: Desde Su Terminal Ubicada en Avenida Santa Fe 4923, Mismo Recorrido hasta Combate de Los Pozos al 1600, doblando directamente la Avenida Juan de Garay, desde allí recorrido normal a Estación Plaza Constitución

## Lugares de interés[3]
- Estación Constitución
- Congreso
- Plaza Italia
- Ecoparque Interactivo - Ex Zoológico de Buenos Aires
- La Rural
- Hospital Alemán
- Hospital Británico
- Hospital de Clínicas
- Hospital Gutiérrez
- Hospital Pedro de Elizalde
- Hospital Dra. Tobar García
- Hospital Borda
- Hospital Santa Lucía
- Facultad de Ciencias Económicas UBA
- Facultad de Ciencias Sociales UBA
- Facultad de Farmacia y Bioquímica UBA
- Facultad de Medicina de la UBA
- Facultad de Odontología UBA
- UBA XXI - Sede Central
- CBC Sede Montes de Oca
- Sede Central de la USAL
- Facultad de Ciencias de la Educación y de la Comunicación Social de la USAL
- Facultad de Filosofía, Historia y Letras de la USAL
- Facultad de Medicina de la USAL
- Universidad Favaloro
- Universidad Favaloro - Sede Ingeniería
- Sede Comuna 2 del Gobierno de la Ciudad de Buenos Aires
- Alto Palermo
- Portal Palermo Shopping
- Teatro Astral
- Hotel Bauen
- Centro Curtural San Martín
- Paseo La Plaza
- Teatro Picadilly
- Teatro San Martín
- Clínica Suizo Argentina
- Fundación Favaloro
- Policlínico del Docente
- Sanatorio Otamendi

## Galería

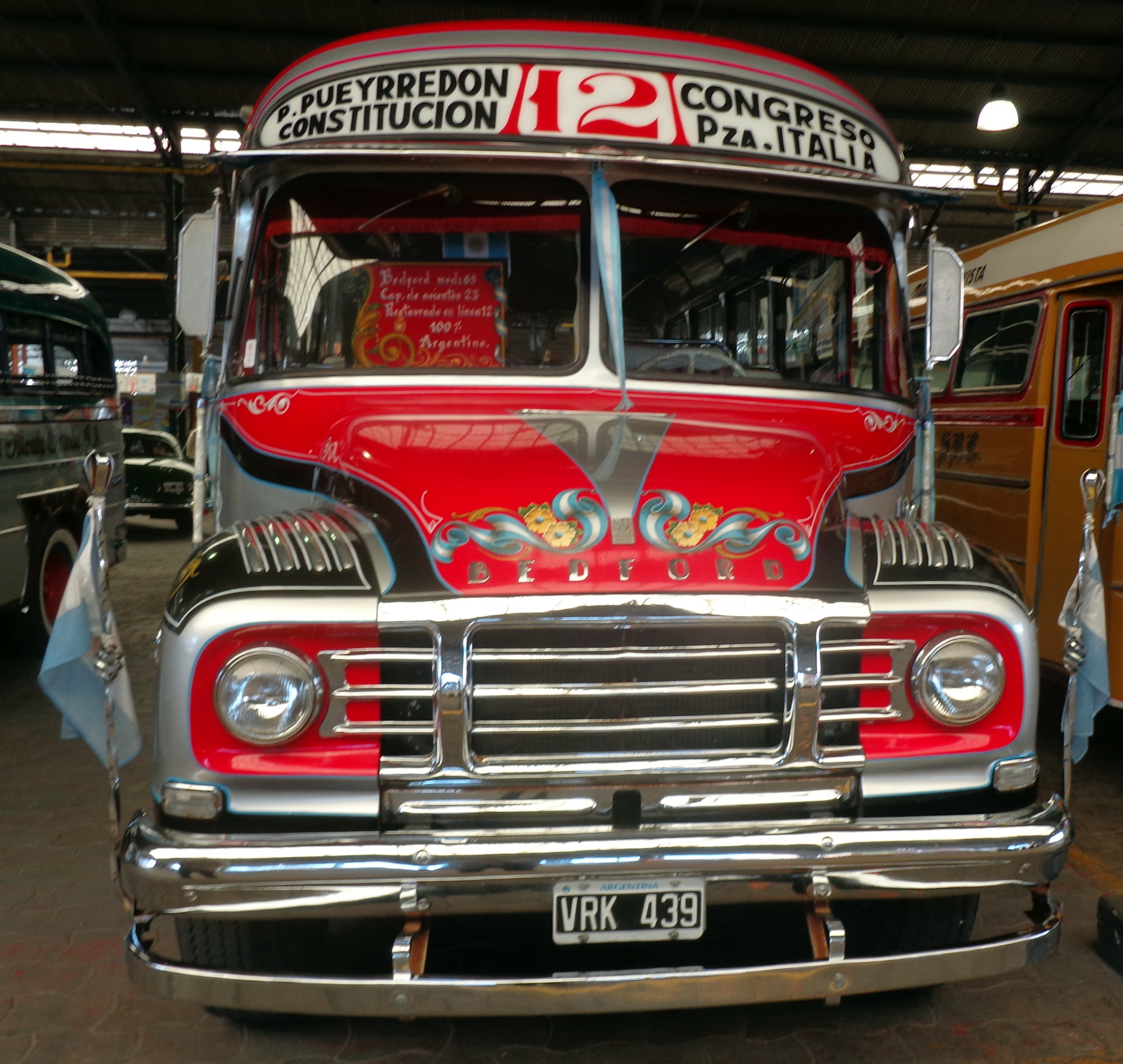
Colectivo restaurado modelo 65 de la línea 12, marca Bedford.